# Potamogeton griffithii
Potamogeton griffithii är en nateväxtart som först beskrevs av A. Benn. (pro. sp.  Potamogeton griffithii ingår i släktet natar, och familjen nateväxter. Inga underarter finns listade.